# Dry January
Dry January (littéralement janvier sec), ou « janvier sobre », « mois sans alcool », est une campagne de santé publique incitant à l'abstinence de consommation de boisson alcoolisée après la soirée du jour de l'an et durant tout le mois de janvier.

Logo britannique de l'opération Dry January.

Originaire du Royaume-Uni, elle se diffuse progressivement dans le reste des pays occidentaux à la fin des années 2010 et au début des années 2020 par l'intermédiaire des réseaux sociaux et des associations de lutte contre le cancer et pour la prévention de l'alcoolisme.
En France, l'opération n'est portée que par les acteurs associatifs, en l'absence de tout soutien institutionnel.

## Histoire
En 1942, le gouvernement finlandais réalise une campagne appelée « Sober January », dans le cadre de son effort de guerre.
La première campagne de « Dry January » est organisé par Alcohol Concern (en) en janvier 2013,. Selon l'organisateur, plus de 17 000 Britanniques participe à cette première campagne. L'expression « Dry January » est enregistrée en tant que marque par Alcohol Concern en avril 2014.
Une étude de l'Université du Sussex réalisée en 2014 auprès de 900 participants montre que, six mois après janvier 2014, 72 % avaient « réduit les épisodes de consommation nocive d'alcool », et 4 % ne buvaient toujours pas,.
Alcohol Concern s'associé l'année suivante pour la campagne de janvier 2015 à Public Health England .

### En France
Selon Santé publique France, 41 000 décès peuvent être imputés, chaque année, à la consommation d'alcool en France,. Selon l’Institut national du cancer, l’alcool est la deuxième cause évitable de mortalité par cancer, avec 28 000 nouveaux cas annuellement en France. Mais selon le monde de l’addictologie, les « lobbys de l’alcool » font obstacle à la mise en place d’une véritable politique publique sur le sujet. Les pouvoirs publics refusent de s'engager sur cette opération, qui n'est portée que par des associations.
À partir de janvier 2020, une campagne similaire, sous l'appellation « Défi de janvier », est lancée en France par des associations comme la Société française d'alcoologie, l'Association Addictions France, la Fédération française d'addictologie, la Ligue nationale contre le cancer et la Fédération addiction. L'action ne reçoit pas le soutien des pouvoirs publics, dans un contexte d'opposition forte de l'industrie viticole,, de lobbies, du ministre de l'Agriculture, et même du président de la République, Emmanuel Macron.
Pour le médecin addictologue Michel Reynaud, « le danger principal d’un Dry January pour la viticulture, c’est qu’il dénormalise la consommation d’alcool et que les gens se rendent compte qu’on peut être bien sans systématiquement boire ». Un peu plus de 10 % de la population française indique tenter l'expérience du « défi de janvier » en 2021, 24 % en 2022.

### Autres pays francophones
Dans les autres pays francophones, des sites existent aussi pour aider les citoyens à se passer d'alcool durant le mois de janvier, pour la Suisse et le Canada, et pendant le mois de février pour la Belgique, avec ce que les Belges appellent avec humour la « tournée minérale »[réf. nécessaire].

## Effets duDry January
La campagne britannique permet d'étudier les effets du Dry January sur plusieurs millions de personnes. Ainsi, la santé générale des individus s'améliore, mais aussi le sommeil ou encore la peau. Des pertes de poids sont également observées.

## Alternatives à l'alcool
Le dry-january permet de populariser différentes alternatives sans alcool comme la ginger beer, le kéfir, la kombucha, des boissons désalcoolisées.
De nombreuses marques de boissons profitent de cette campagne pour surfer sur la tendance du nolow (ou no/low, no/low alcoholic drink, boissons sans alcool ou avec peu d'alcool) et proposer une alternative aux boissons alcoolisées,.